# Us Fracu num Tem Veiz
Us Fracu num Tem Veiz (linguagem coloquial para Os Fracos não tem Vez) é o primeiro álbum de estúdio lançado pelo grupo de rap brasileiro Trilha Sonora do Gueto em 2003. O álbum conseguiu vinte mil cópias originais e era vendido por R$ 20,00 na periferia, um preço alto na visão socioeconômica, conforme declarado pelo vocalista do grupo.
Deste álbum, o destaque ficou para as músicas Um Pião de Vida Loka, que participou do seriado Turma do Gueto e foi indicada ao Video Music Brasil 2004, na categoria "Melhor videoclipe de rap do Ano", mas acabou perdendo. O outro destaque ficou por conta de Torçu Pru Bem, que estreou um clipe na MTV. Contém 12 faixas, descritas mais abaixo.

## Faixas
1. Até Qui Fim (Intro)
2. 3° Opção
3. Deus É Mais
4. Programado Pra Morre
5. Um Pião Di Vida Loka
6. Num Role Cum Rosana Bronk´s
7. Torço Pu Bem
8. Istôdivolta
9. Guerra É Guerra
10. Na Neblina
11. Vermes Da Terra
12. Favela Sinistra
13. U Preço Da Glória
14. V.L Tamén Ama